# Akarat Endre
Akarat Endre, Sonnenwirth Endre (Budapest, Erzsébetváros, 1909. október 23. – Budapest, 1967. január 26.) Kossuth-díjas magyar gépészmérnök.

## Élete
Sonnenwirth Bernát (1872–1944) mészárosmester és Hausner Franciska (1875–?) fiaként született a Wesselényi utca 63. szám alatt. 1927-ben a Pesti Izraelita Hitközség Alapítványi Reálgimnáziumában érettségizett. Tanulmányait a Brnói Műszaki Egyetemen folytatta, ahol 1931-ben gépészmérnöki oklevelet szerzett. 1932 és 1949 között Budapesten az Agrolux üzemmérnökeként, majd vezető főmérnökeként dolgozott, a második világháborút követően jelentős szerepet kapott a vállalat újjáépítésében. A világháború alatt apja és három testvére a holokauszt áldozata lett. 1949-től 1951-ig a Népgazdasági Tanács helyettes hivatalvezetője volt, majd 1961-ig műszaki munkakörökben dolgozott több vállalatnál. 1961 tavaszától haláláig a Műszaki Könyvkiadóban irodalmi vezetői, valamint igazgatóhelyettesi pozíciót töltött be.
Az első Kossuth-díjasok között volt 1948-ban, a kitüntetés arany fokozatát az újjáépítés terén a gyakorlati munkában elért eredményeiért kapta megosztva Fehér Istvánnal és Kozma Lászlóval közösen.
Felesége Seilitz Anna volt, akit 1937-ben Rákospalotán vett feleségül.